# Mégacôlon toxique

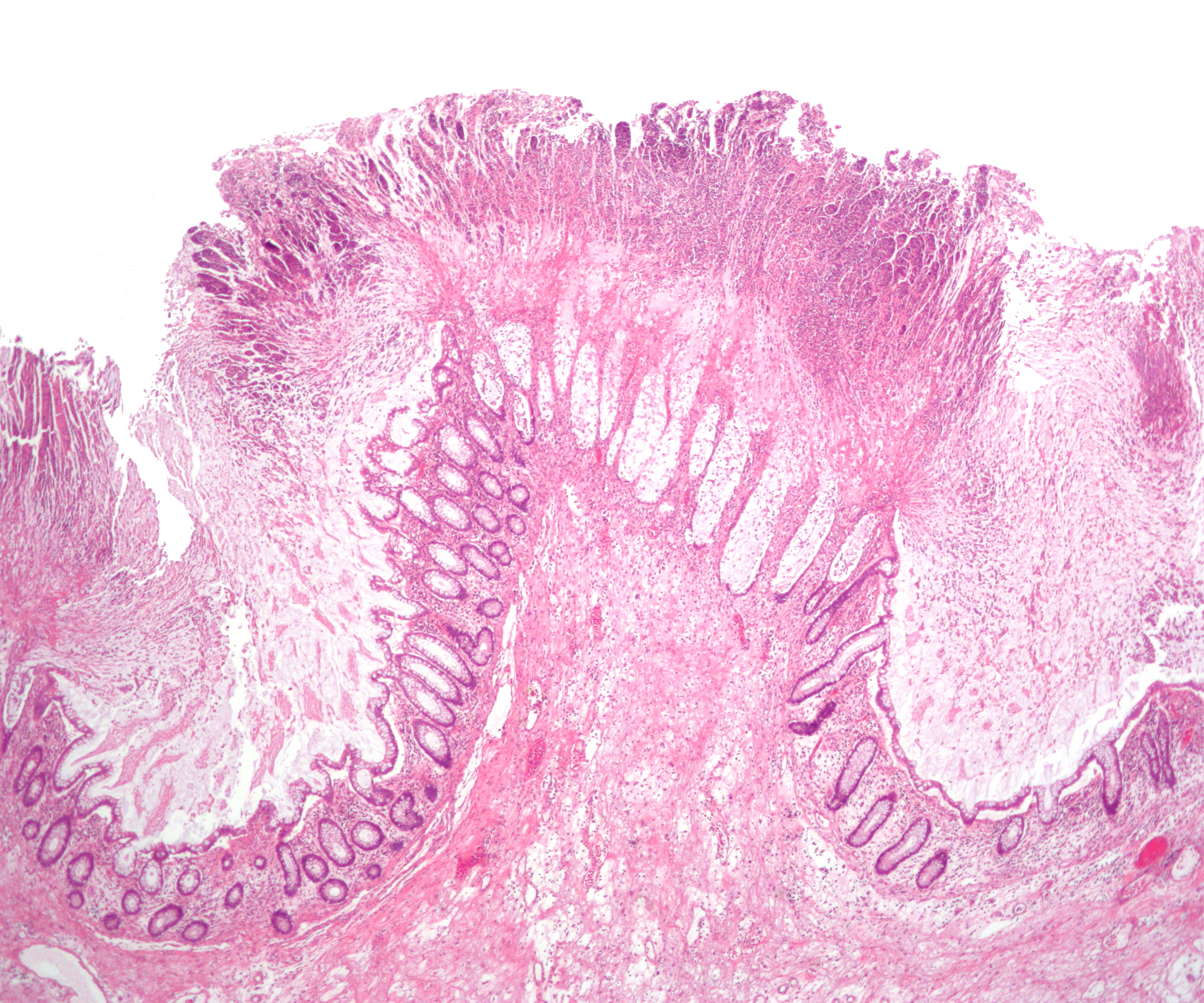
Micrographie d'une colite pseudomembraneuse, cause de mégacôlon toxique. Coloration H&E.

Le mégacôlon toxique (megacolon toxicum) est une complication potentiellement fatale d'autres affections intestinales. Il est caractérisé par un côlon très dilaté (mégacôlon), accompagné d'une dilatation de l'abdomen (gonflement), et parfois de fièvre, de douleurs abdominales ou d'un état de choc.
Le mégacôlon toxique est le plus souvent une complication d'une maladie inflammatoire chronique de l'intestin, telle que la colite ulcéreuse et, plus rarement, la maladie de Crohn, ou d'une autre maladie du côlon. D'autres formes de mégacôlon existent et peuvent être congénitales (présentes depuis la naissance, comme la maladie de Hirschsprung) ou associées à certaines formes de constipation.

## Symptômes
- Douleur abdominale
- Ballonnement intestinal
- Sensibilité abdominale
- Fièvre
- Tachycardie
- Déshydratation

Il peut exister des signes de choc septique. Un examen physique révèle une sensibilité abdominale et possiblement une perte de borborygmes et bruits intestinaux. Une radiographie abdominale montre une dilatation du côlon. On observe habituellement un nombre élevé de globules blancs. Les électrolytes peuvent contenir un faible taux de potassium.

## Traitement
L'objectif du traitement est de décompresser l'intestin et d'empêcher l'air avalé de dilater davantage ce dernier. Si la décompression échoue ou si l'état du patient ne s'améliore pas dans les 24 heures, une colectomie (ablation totale ou partielle du côlon) est indiquée. Le remplacement des fluides et des électrolytes aide à éviter la déshydratation et l'état de choc. L'utilisation de corticostéroïdes peut être indiquée pour réduire la réaction inflammatoire du côlon si le mégacôlon résulte de l'activité d'une maladie inflammatoire chronique de l'intestin. Des antibiotiques peuvent être administrés pour prévenir la septicémie (une infection grave, caractérisée par la présence de bactéries dans le sang).

## Pronostic
Si l'état du patient ne s'améliore pas, il y a risque important de décès. En cas de faible réponse au traitement conservateur, une colectomie est habituellement nécessaire.

## Complications
- Septicémie
- État de choc
- Perforation du côlon

Une action urgente peut être requise si une douleur abdominale sévère se développe – particulièrement si elle est accompagnée de fièvre, d'un rythme cardiaque élevé, de sensibilité à la pression exercée sur l'abdomen, d'une diarrhée sanguinolente, de fréquentes diarrhées ou de mouvements intestinaux douloureux.